# ويليام جيويل
ويليام جيويل (بالإنجليزية: William Jewell)‏ (1855 في المملكة المتحدة - 3 مارس 1927 في المملكة المتحدة) هو لاعب كريكت بريطاني (وحمل سابقاً جنسية المملكة المتحدة لبريطانيا العظمى وأيرلندا). لعب مع نادي مقاطعة سومرست للكريكت ‏.